# Новошульбинський район
Новошульбинський район — адміністративно-територіальна одиниця у складі Східно-Казахстанської та Семипалатинської областей, що існувала в 1935—1963 та 1970—1997 роках. Центр — село Нова Шульба.
Новошульбинський район був утворений 22 грудня 1935 року у складі Східно-Казахстанської області шляхом виділення із Шемонаїхінського району.
24 жовтня 1939 Новошульбинський район був включений до складу Семипалатинської області. Станом на 15 березня 1940 року до складу району входили Жерновська, Красноярська, Ленінська, Ново-Шульбинська, П'яно-Ярська, Сахновська, Таврійська, Уба-Форпостовська та Шульбинська с/р.
У 1954 році П'яно-Ярська с/р була приєднана до Шульбинської. Утворено Буркотівську с/р.
У 1958 році Буркотівська с/р була приєднана до Сахновської с/р.
У 1961 році Сахновська с/р була приєднана до Таврійської.
29 травня 1962 року до Новошульбинського району було приєднано Бородуліхинський район.
2 січня 1963 року Новошульбинський район було скасовано. Його територію було передано до відновленого Бородуліхинського району.
9 грудня 1970 року Новошульбинський район було відновлено. До його складу увійшли Андріївська, Жерновська, Красноярська, Ленінська, Ново-Шульбинська, Таврійська, Уба-Форпостівська та Шульбинська с/р Бородуліхинського району.
1972 року Шульбинська с/р була перейменована на Пролетарську.
1996 року Пролетарський сільський округ був приєднаний до Ново-Шульбинського.
23 січня 1997 року Новошульбинський район було скасовано, а його територію було передано до Бородуліхинського району.